# 캐플런 대학교
캐플런 대학교(Kaplan University)는 미국의 영리 고등 교육 기관이다. 워싱턴 포스트 신문사 소유의 입시학원인 캐플런 사 소속이다. 온라인 통신 교육프로그램으로 널리 알려져 있으며 지역인증기관에서 인가를 받았다. 약 3600명의 교수와 직원, 66,000명의 학생이 재학 중이다.

## 같이 보기
- 콩코드 법학전문대학원